# ФК Аваи
Аваѝ Футебол Клубе (на португалски: Avaí Futebol Clube, кратка форма Аваѝ) е бразилски футболен отбор от град Флорианополис, щат Санта Катарина. Клуба носи името си от Битката при Аваи от Парагвайската война. Състезава се в Бразилската Серия А.

## Успехи
- Бразилска Трета дивизия ("Серия C"): (1) 1998
- Шампион на щата Санта Катарина: (15) 1924, 1926, 1927, 1928, 1930, 1942, 1943, 1944, 1945, 1973, 1975, 1988, 1997, 2009, 2010
- Втора дивизия на щата Санта Катарина: (1) 1994
- Трета дивизия на щата Санта Катарина: (2) 1983, 1985
- Първенство Флорианополис Сити: (20) 1924, 1926, 1927, 1928, 1930, 1933, 1938, 1940, 1942, 1943, 1944, 1945, 1949, 1951, 1952, 1953, 1958, 1960, 1963 и 1995 г.
- Купа на щата Санта Катарина купа: (1) 1995

## Известни футболисти
- Савио
- Дуду